# Eleccions al Parlament Europeu de 2004 (Espanya)
Les eleccions al Parlament Europeu de 2004 a Espanya van tenir lloc el 13 de juny d'aquest any La representació espanyola es va reduir a 54 eurodiputats (d'acord amb el Tractat de Niça, la representació espanyola es va reduir a 50 eurodiputats; no obstant això, els 50 que en 2007 correspondrien a Romania i Bulgària es van repartir entre els països membres en 2004, mantenint-los durant tota la legislatura; a Espanya li'n van correspondre quatre).
D'acord amb el que disposa la Llei Orgànica 5/1985, de 19 de juny, del Règim Electoral General (article 214), existeix una única circumscripció electoral sense llindar electoral (percentatge mínim per a ser adjudicatari d'escons; en les generals espanyoles és del 3%). Es van presentar 31 candidatures.

## Resultats
La participació va ascendir al 45,14%, gairebé quatre punts més que a les eleccions de 1999. Dels vots emesos, el 0,98% va ser nul. Dels vàlids, el 0,61% foren en blanc. El nombre de vots a candidatures fou de 15.417.268.
De les 31 candidatures presentades, només cinc van obtenir representació. La llista més votada va ser, com en les anteriors eleccions generals, la del PSOE, quedant el Partit Popular en segon lloc. Ambdós partits van millorar els seus resultats respecte a les anteriors eleccions europees: el PSOE en vuit punts i el PP en un punt i mig. No obstant això, el PP fou la llista més votada a totes les comunitats autònomes llevat Andalusia, Aragó, Astúries, Catalunya i Extremadura (on ho fou el PSOE) i País Basc (GALEUSCA). Izquierda Unida va prosseguir la seva caiguda passant del tercer al quart lloc. El bipartidisme es va accentuar de nou, al sumar PP i PSOE el 84,67% dels vots, enfront dels 75,07 de les anteriors eleccions europees.
Els resultats de les candidatures que van obtenir més de l'1% dels vots o que van perdre representació obtinguda en anteriors eleccions van ser els següents:
| ← Eleccions al Parlament Europeu de 2004 → |                        |           |       |         |     |
| Partit                                     | Cap de llista          | Vots      | %     | Escons  | +/- |
| PSOEa                                      | Josep Borrell          | 6.741.112 | 43,46 | 25 / 54 | 1   |
| Partit Popularb                            | Jaime Mayor Oreja      | 6.393.192 | 41,21 | 24 / 54 | 3b  |
| Galeusca - Pobles d'Europa                 | Ignasi Guardans        | 798.816   | 5,15  | 2 / 54  | 3c  |
| Izquierda Unidad                           | Willy Meyer Pleite     | 643.136   | 4,715 | 2 / 54  | 2   |
| Europa dels Pobles                         | Bernat Joan i Marí     | 380.709   | 2,45  | 1 / 54  | 1e  |
| Coalició Europea                           | Alejandro Rojas-Marcos | 197.231   | 1,27  | 0 / 54  | 2   |
| Euskal Herritarrok                         |                        | N/A       | N/A   | 0 / 54  | 1   |

a Inclou candidats de Los Verdes.

b Inclou Unió del Poble Navarrès.

c Si considerem la suma de Convergència i Unió i Coalició Nacionalista - Europa dels Pobles.

d Inclou Iniciativa per Catalunya-Verds, Esquerra Unida i Alternativa, Ezker Batua Berdeak, Izquierda Republicana, Bloque por Asturies, Socialistas Independientes de Extremadura, Els Verds de les Illes Balears, Alternativa Verde i Red Verde.

e Si considerem Coalició Nacionalista - Europa dels Pobles.

### Distribució per Grups Europeus
| Grups | Grups                                                | Partits | Escons | Total | %      |
| ----- | ---------------------------------------------------- | --- | ------ | ----- | ------ |
|       | Partit dels Socialistes Europeus (PES)               | - PSOE | 24     | 24    | 44.44  |
|       | PPE - Demòcrates Europeus (EPP–ED)                   | - Partit Popular (PP) - Unió del Poble Navarrès (UPN)                                                           | 23 1   | 24    | 44.44  |
|       | Els Verds - Aliança Lliure Europea (Greens/EFA)      | - Confederació dels Verds (LV) - Iniciativa per Catalunya Verds (ICV) - Esquerra Republicana de Catalunya (ERC) | 1 1    | 3     | 5.56   |
|       | Partit Liberal Demòcrata i Reformista Europeu (ELDR) | - Convergència (CDC) - Partit Nacionalista Basc (EAJ/PNV)                                                       | 1 1    | 2     | 3.70   |
|       | Esquerra Unida Europea - EVN (GUE/NGL)               | - Esquerra Unida (IU)                                                                                           | 1      | 1     | 1.85   |
|       |                                                      | |        |       |        |
| Total | Total                                                | Total | 54     | 54    | 100.00 |

## Eurodiputats elegits
| Eurodiputats electes | Eurodiputats electes                   | Eurodiputats electes | Eurodiputats electes |
| #                    | Nom                                    | Llista               | Llista               |
| -------------------- | -------------------------------------- | -------------------- | -------------------- |
| 1                    | Josep Borrell Fontelles                |                      | PSOE                 |
| 2                    | Jaime María Mayor Oreja                |                      | PP                   |
| 3                    | Rosa María Díez González               |                      | PSOE                 |
| 4                    | Luisa Fernanda Rudi Úbeda              |                      | PP                   |
| 5                    | Enrique Barón Crespo                   |                      | PSOE                 |
| 6                    | José Gerardo Galeote Quecedo           |                      | PP                   |
| 7                    | Raimon Obiols i Germá                  |                      | PSOE (PSC)           |
| 8                    | Alejo Vidal-Quadras Roca               |                      | PP                   |
| 9                    | María Elena Valenciano Martínez-Orozco |                      | PSOE                 |
| 10                   | Ana Mato Adrover                       |                      | PP                   |
| 11                   | Luis Yáñez-Barnuevo García             |                      | PSOE                 |
| 12                   | Cristóbal Ricardo Montoro Romero       |                      | PP                   |
| 13                   | Bárbara Dührkop Dührkop                |                      | PSOE                 |
| 14                   | José Manuel García-Margallo Marfil     |                      | PP                   |
| 15                   | Carlos Carnero González                |                      | PSOE                 |
| 16                   | María del Carmen Fraga Estévez         |                      | PP                   |
| 17                   | Ignasi Guardans Cambó                  |                      | Gal-PE (CDC)         |
| 18                   | Manuel Medina Ortega                   |                      | PSOE                 |
| 19                   | José Javier Pomes Ruiz                 |                      | PP (UPN)             |
| 20                   | Inés Ayala Sender                      |                      | PSOE                 |
| 21                   | Willy Meyer Pleite                     |                      | IU                   |
| 22                   | Pilar del Castillo Vera                |                      | PP                   |
| 23                   | Emilio Menéndez del Valle              |                      | PSOE                 |
| 24                   | Luis de Grandes Pascual                |                      | PP                   |
| 25                   | Antolín Sánchez Presedo                |                      | PSOE                 |
| 26                   | Luis Herrero-Tejedor Algar             |                      | PP                   |
| 27                   | Iratxe García Pérez                    |                      | PSOE                 |
| 28                   | Agustín Díaz de Mera García Consuegra  |                      | PP                   |
| 29                   | Joan Calabuig Rull                     |                      | PSOE                 |
| 30                   | Fernando Manuel Fernández Martín       |                      | PP                   |
| 31                   | Francisca Pleguezuelos Aguilar         |                      | PSOE                 |
| 32                   | Carlos José Iturgaiz Angulo            |                      | PP                   |
| 33                   | Alejandro Cercas Alonso                |                      | PSOE                 |
| 34                   | Antonio López-Istúriz White            |                      | PP                   |
| 35                   | Josu Ortuondo Larrea                   |                      | Gal-PE (PNV)         |
| 36                   | Antonio Masip Hidalgo                  |                      | PSOE                 |
| 37                   | Bernat Joan i Marí                     |                      | EdP                  |
| 38                   | Francisco José Millán Mon              |                      | PP                   |
| 39                   | María Badía i Cutxet                   |                      | PSOE (PSC)           |
| 40                   | Íñigo Méndez de Vigo Montojo           |                      | PP                   |
| 41                   | Miguel Ángel Martínez Martínez         |                      | PSOE                 |
| 42                   | David Hammerstein Mintz                |                      | PSOE                 |
| 43                   | María del Pilar Ayuso González         |                      | PP                   |
| 44                   | Raül Romeva Rueda                      |                      | IU (ICV)             |
| 45                   | Rosa Miguélez Ramos                    |                      | PSOE                 |
| 46                   | José Ignacio Salafranca Sánchez-Neyra  |                      | PP                   |
| 47                   | Javier Moreno Sánchez                  |                      | PSOE                 |
| 48                   | Cristina Gutiérrez-Cortines Corral     |                      | PP                   |
| 49                   | Teresa Riera Madurell                  |                      | PSOE                 |
| 50                   | Salvador Garriga Polledo               |                      | PP                   |
| 51                   | María Isabel Salinas García            |                      | PSOE                 |
| 52                   | Daniel Luis Varela Suanzes-Carpegna    |                      | PP                   |
| 53                   | María Sornosa Martínez                 |                      | PSOE                 |
| 54                   | María Esther Herranz García            |                      | PP                   |